# Ceroplastes alamensis
Ceroplastes alamensis är en insektsart som beskrevs av Avasthi och Shafee 1986. Ceroplastes alamensis ingår i släktet Ceroplastes och familjen skålsköldlöss. Inga underarter finns listade i Catalogue of Life.